# Notoreas ischnocyma
Notoreas ischnocyma là một loài bướm đêm trong họ Geometridae.